# Liquiditätsablaufbilanz
Die Liquiditätsablaufbilanz (Abkürzung: LAB; englisch liquidity gap analysis) ist im Bankwesen die Gegenüberstellung der Einzahlungen und Auszahlungen innerhalb einer bestimmten Rechnungsperiode zwecks Ermittlung der Liquidität.

## Allgemeines
Auch Nichtbanken können im Rahmen des Liquiditätsmanagements und der Liquiditätsplanung das Organisationsmittel der Liquiditätsablaufbilanz nutzen. Die Sicherung der Liquidität ist bei allen Unternehmensarten ein Unternehmensziel, weil mangelnde Liquidität zur Zahlungsunfähigkeit eines Unternehmens führen kann und damit dessen Existenz durch ein erhöhtes Insolvenzrisiko gefährdet.
Die LAB ist in der Bankbetriebslehre ein Organisationsmittel zur Steuerung des Liquiditätsrisikos bei einem Kreditinstitut, das vor allem aus der Fristentransformation erwachsen kann.

## Berechnung
Der englische Ausdruck „liqudity gap analysis“ weist darauf hin, dass die Liquiditätsablaufbilanz eine Gap-Analyse ist. Eine „Lücke“ bei der Liquidität (englisch liquidity gap; auch Liquiditätsdefizit) {\displaystyle LG} ergibt sich, wenn die Einzahlungen (Bareinzahlungen und unbare Zahlungseingänge wie Gutschriften) {\displaystyle EZ} zu einem bestimmten Zeitpunkt oder innerhalb eines bestimmten Planungshorizonts (maximal zwei Jahre) niedriger sind als die Auszahlungen (Barauszahlungen und unbare Zahlungsausgänge wie Lastschriften) {\displaystyle AZ}:
{\displaystyle LG=EZ<AZ}.
Ein anzustrebender Liquiditätsüberschuss (englisch liquidity surplus) liegt vor, wenn
{\displaystyle EZ>AZ}.
Das finanzielle Gleichgewicht jedes Unternehmens ist gesichert, wenn über alle Planungsperioden gilt:
{\displaystyle EZ\geq AZ}.
Die Vermögenswerte der Aktivseite einer Bankbilanz sind auf ihre Liquidierbarkeit zu untersuchen; liquidierte Vermögenswerte führen dann zu Einzahlungen.

## Aufbau
Eine grobe Liquiditätsablaufbilanz für ein Geschäftsjahr mit geplanten Ein- und Auszahlungen in Geldeinheiten (GE) kann folgendermaßen aussehen:
| Geschäftsvorfall  | Einzahlungen in GE | Auszahlungen in GE |
| ----------------- | ------------------ | ------------------ |
| Materialkosten    | 0                  | 100                |
| Personalkosten    | 0                  | 1000               |
| Provisionsaufwand | 0                  | 4000               |
| Provisionsertrag  | 9000               | 0                  |
| Zinsaufwand       | 0                  | 10000              |
| Zinsertrag        | 15000              | 0                  |
| Summe             | 24000              | 15100              |

Erfasst werden nur liquiditätswirksame Geschäftsvorfälle. Es ergibt sich ein Liquiditätsüberschuss von 8900 GE.

## Rechtsgrundlagen
Wegen der besonderen Bedeutung der Liquidität im Bankwesen gibt es dort bankenaufsichtsrechtliche Vorschriften.
Die Liquiditätsverordnung (LiqV) gilt gemäß § 1 LiqV seit Januar 2018 lediglich noch für Kreditinstitute, auf welche die Bestimmungen über die Liquidität der Art. 411–428 Kapitaladäquanzverordnung (CRR) nicht anzuwenden sind. Dies trifft auf Bürgschaftsbanken, Wohnungsunternehmen mit Spareinrichtung, Wertpapierfirmen und Finanzdienstleistungsinstitute gemäß § 1 Abs. 1a KWG zu. Die LiqV stellt Zahlungsmittelbestände (unterteilt in Laufzeitbänder je nach Liquiditätsgrad; § 3 LiqV) und Zahlungsverpflichtungen (ebenfalls unterteilt in Laufzeitbänder je nach Laufzeit; § 4 LiqV) gegenüber.
Gemäß Art. 412 CRR müssen alle Kreditinstitute über liquide Aktiva {\displaystyle ZMB} verfügen, deren Gesamtwert die Liquiditätsabflüsse {\displaystyle AZ} abzüglich der Liquiditätszuflüsse {\displaystyle EZ} unter Stressbedingungen abdeckt, damit gewährleistet wird, dass sie über angemessene Liquiditätspuffer verfügen, um sich einem möglichen Ungleichgewicht zwischen Liquiditätszuflüssen und -abflüssen unter erheblichen Stressbedingungen während 30 Tagen stellen zu können. Mathematisch ergibt sich aus dieser Anforderung des Art. 412 CRR folgende Definitionsgleichung:
{\displaystyle ZMB=EZ\geq AZ}.
In Stressperioden dürfen Institute ihre liquiden Aktiva zur Deckung ihrer Netto-Liquiditätsabflüsse verwenden. Eine Meldepflicht begründet Art. 415 CRR, denn die Institute melden den zuständigen Behörden in einer einzigen Währung – unabhängig von der tatsächlichen Denomination – die in den CRR aufgezählten Bilanzpositionen und deren Bestandteile, einschließlich der Zusammensetzung ihrer liquiden Aktiva gemäß Artikel 416 CRR.
Liquide Aktiva werden nach Art. 418 CRR mit ihrem Marktwert gemeldet, vorbehaltlich angemessener Abschläge, die mindestens die Duration, das Kredit- und Liquiditätsrisiko und typische Abschläge auf Pensionsgeschäfte in allgemeinen Stressphasen des Finanzmarktes widerspiegeln.

## Wirtschaftliche Aspekte
Einzahlungen und Auszahlungen bilden gemeinsam die Zahlungsströme. Diese müssen in deterministische  oder stochastische Zahlungen unterschieden werden. Deterministische Zahlungsströme sind Zahlungen, bei denen künftige Fälligkeiten und Höhen der Zahlungen feststehen (z. B. Festzinskredit). Stochastische Zahlungen weisen eine Wahrscheinlichkeitsverteilung auf, die zu einem Informationsdefizit führt (z. B. Floating Rate Notes). Die Eintrittswahrscheinlichkeit hängt von Wahrscheinlichkeiten ab, die in der Zukunft nur mit einer bestimmten Wahrscheinlichkeit eintreffen wie bei einem definierten Kurs-, Preis- oder Zinsniveau. Für stochastische Zahlungsströme ist deshalb zusätzlich noch die erwartete Höhe der Zahlung zu bestimmen. Dies kann durch die Verwendung entsprechender Forwardkurven oder durch Schätzungen erfolgen.
„Stressbedingung“ des Art. 412 CRR ist im Worst Case der Bank Run, wenn ein Herdenverhalten der Bankkunden dazu führt, dass diese ihre Bankguthaben zur gleichen Zeit abheben wollen, bevor diese Guthaben aufgrund einer Zahlungsunfähigkeit der Kreditinstitute nicht mehr vorhanden sind. Die Angst der Anleger resultiert aus der Tatsache, dass Kreditinstitute stets mehr Buchgeld für ihre Kunden verwalten als ihnen als Bargeld zur Verfügung steht (siehe Bodensatztheorie, Fristentransformation), und deshalb zu spät kommende Anleger möglicherweise nicht mehr bedient werden können. Neuralgische Position ist die Barreserve, die von Kreditinstituten aus Rentabilitätsgründen möglichst gering gehalten wird. In den EU-Mitgliedstaaten ist die Gefahr eines derartigen Liquiditätsengpasses gering, weil die Liquiditätsvorschriften dies verhindern sollen und eine Einlagensicherung als Anleger- und Gläubigerschutz vorhanden ist.
Die Liquiditätsablaufbilanz soll in diesem Zusammenhang dem Vorstand eines Kreditinstituts und der Bankenaufsicht wichtige Hinweise liefern, ob und inwieweit eine jederzeitige Zahlungsfähigkeit vorhanden ist.
International werden im Bankwesen die „Sound Practices for Managing Liquidity in Banking Organisations“ der Bank für Internationalen Zahlungsausgleich angewendet.